# Mednarodna zveza za hokej na travi
Mednarodna zveza za hokej na travi (kratica FIH - Fédération Internationale de Hockey sur Gazon) je mednarodno krovno telo hokeja na travi. Zveza je bila ustanovljena leta 1924 v Parizu. Pobudo za ustanovitev je podal francoz Paul Léautey, ki je bil imenovan tudi za prvega predsednika FIH. Sedmim državam ustanoviteljicam (Avstrija, Belgija, Češkoslovaška, Danska, Francija, Madžarska, Španija in Švica), so se kmalu pridružile nove in danes FIH šteje sto sedemindvajset članic, ki prihajajo iz petih kontinentalnih zvez.

## Predsedniki FIH
| Narodnost  | Predsednik              | Leto       |
| ---------- | ----------------------- | ---------- |
| Francija   | Paul Léautey            | 1924-1926  |
| Francija   | Frantz Reichel          | 1926-1932  |
| Francija   | Marcel Bellin du Coteau | 1932-1936  |
| Nemčija    | Georg Evers             | 1936-1945  |
| Belgija    | Robert Liégeois         | 1945-1946  |
| Nizozemska | Quarles van Ufford      | 1946-1966  |
| Belgija    | René Franck             | 1966-1983  |
| Francija   | Étienne Glichitch       | 1983-1996  |
| Španija    | Juan Ángel Calzado      | 1996-2001  |
| Nizozemska | Els van Breda Vriesman  | 2001-2008  |
| Španija    | Leandro Negre           | 2008-danes |